# Río Monachil
El río Monachil es un río del sur de España de la cuenca hidrográfica del Guadalquivir, que discurre en su totalidad por el territorio del centro de la provincia de Granada, comunidad autónoma de Andalucía.

## Curso
Nace en el pico del Veleta a 2640 metros de altitud. Tiene un recorrido de unos 25 km a través de un valle de orientación noroccidental para finalmente desembocar en el río Genil, a las afueras de la capital granadina. En su recorrido pasa por la localidad de Monachil, de la cual recibe su nombre. En esta localidad, por la margen izquierda recibe las aguas del arroyo de Huenes, de 6 km de longitud y unos 15 km² de cuenca. 

## Características
La cuenca del río Monachil se diferencia de las otras cuencas de Sierra Nevada por el alto grado de antropización a que está sometido su sector medio-alto por la presencia de pequeñas estaciones hidroeléctricas en cascada y sobre todo por albergar la única estación de esquí de la cordillera Penibética, la de Pradollano.

## Flora y fauna
La cuenca del río Monachil, al igual que la vecina cuenca del río Dílar, se caracteriza por el predominio de pastizal y matorral sin arbolado por encima de la cota de 750 m, que son aprovechados por ganado ovino y caprino. El matorral lo forman varias especies de los géneros Genista, Crataegus, Rosa, Berberis, Lavandula, Salvia, Juniperus, Cistus, Ruscus y Rosmarinus, acompañado de varias herbáceas. Como endemismos de la zona se pueden citar la manzanilla real, el clavel de Sierra Nevada y el té de la sierra.
La mayoría de la superficie arbolada son masas de repoblaciones forestales en las que predominan el pino silvestre y el negral, aunque también se encuentran masas forestales constituidas por encinas, rebollos y castaños. Finalmente, en la zona baja hay cultivos leñosos de secano con olivo y huertas de regadío con repoblaciones de chopo.